# PortMiami

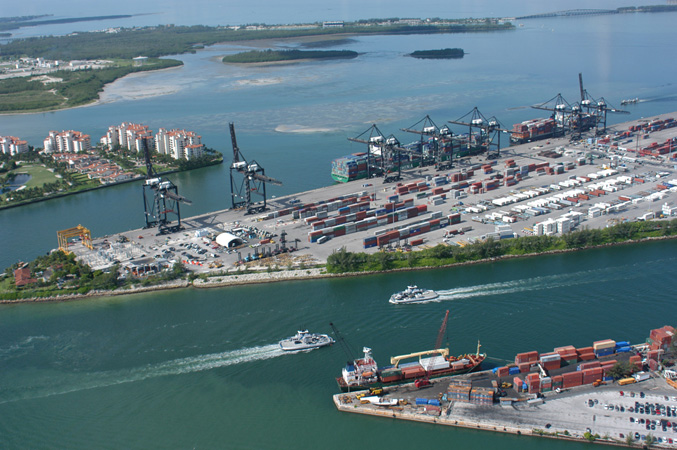

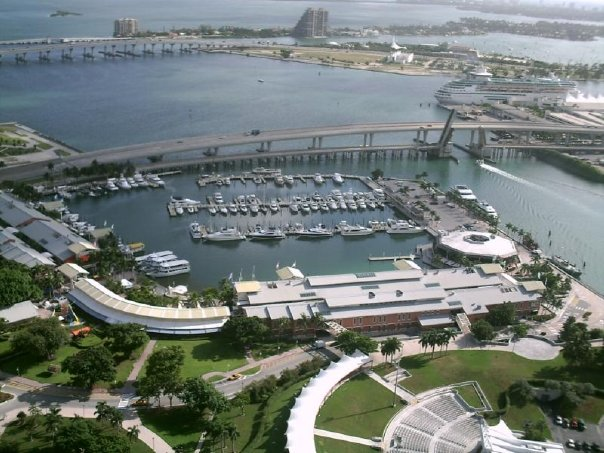

El Puerto de Miami es un puerto situado en Miami, Florida sobre la Bahía Biscayne.
El puerto reconocido como la capital del mundo de los cruceros y es una de las más importantes puertas de entrada de mercancías de toda América.
El puerto de Miami es un contribuidor importante a las economías locales y del estado. 
En promedio, casi cuatro millones de pasajeros pasan a través del puerto, que acoge a unas 13 empresas de cruceros, entre las cuales Aida Cruises, Azamara Club Cruises, Carnival Cruise Lines, Celebrity Cruises, Costa Cruises, Crystal Cruises, Disney Cruise Line, MSC Cruises, Norwegian Cruise Line, Oceania Cruises, Regent Seven Seas Cruises, Resorts World Bimini y Royal Caribbean International.
El año pasado, más de 9 millones de toneladas de carga han pasado a través de este puerto. 
Gracias a todas estas actividades, el Puerto de Miami produce 98.000 puestos de trabajos, y tiene un impacto económico importante en el condado de Miami-Dade valorado en más de US$12 mil millones.